# Confederació Mundial del Treball
La Confederació Mundial del Treball (CMT) va ser una organització internacional de sindicats constituïda a l'Haia el 1920, inicialment sota la denominació de Confederació Internacional de Sindicats Cristians (CISC), ja que en efecte agrupava a tots els sindicats d'orientació cristiana, tant d'obediència protestant com catòlica.
Fou reconstituïda l'any 1968, en abandonar tota referència al cristianisme i adoptar el nom de Confederació Mundial del Treball, en anglès World Confederation of Labour (WCL). Aquest mateix procés d'obertura i d'adopció d'una posició laica, ja havia estat precedida per alguns dels sindicats membres. És el cas del sindicat cristià francès que el 1964 va esdevenir l'actual Confédération française démocratique du travail (CFDT) o, encara abans, del sindicat català SOCC que ja el 1961 es va desprendre de la "C" de cristià i va esdevenir el sindicat SOC, Solidaritat d'Obrers de Catalunya.
El dia 1 de novembre del 2006, es van unificar les dues grans organitzacions mundials de sindicats: la Confederació Mundial del Treball i la Confederació Internacional d'Organitzacions Sindicals Lliures. D'aquesta fusió en va sorgir la confederació internacional de sindicats més gran del món: l'actual Confederació Sindical Internacional (CSI). En canvi, la tercera confederació mundial de sindicats, la Federació Sindical Mundial (FSM) no s'ha integrat a la CIS i se'n manté totalment independent.